# Ulica Feliksa Strojnowskiego w Lublinie
Ulica Feliksa Strojnowskiego w Lublinie – jedna z głównych ulic dzielnic Głusk i Abramowice o długości nieco ponad 2 km. 

## Przebieg
Ulica rozpoczyna się do ul. Abramowickiej, dalej wpada do niej ul. Wólczańska i przechodzi nad Czerniejówką. Potem wpada do niej z lewej strony ul. Dominowska. Następnie ulica krzyżuje się z ul. Głuską. Dalej biegnie jako wąska droga o znaczeniu lokalnym i wpada do ul. Wygodnej

## Komunikacja miejska
Ulicą Strojnowskiego od ul. Abramowickiej do ul. Głuskiej kursuje linia autobusowa nr 16, przy ulicy znajdują się 2 przystanki autobusowe. 